# Gus Hofmann
Pour les articles homonymes, voir Hofmann.
"Gus" A.A. Hofmann est un ancien pilote de rallyes kenyan. 

## Palmarès
- 5e Coronation Safari Rally du Kenya: 1957, sur DKW (copilote son compatriote Arthur A.N.Burton. Seuls 19 concurrents furent comptabilisés à l'arrivée finale à Nairobi);
  - 3e de la petite classe A (moins de 600 cm3) en 1955 sur Volkswagen, comme copilote de A.A.N. Burton cette-fois, participant à la victoire des marques.

En 1957, ayant obtenu pour la première fois un permis FIA International, le Safari Rally lance désormais des invitations aux pilotes des autres pays.
Volkswagen obtient, déjà, son 4e succès dans la Coupe des marques, après ceux de 1953, 1954 et 1955 (Simca ayant obtenu celle de 1956). Le constructeur allemand la remportera encore en 1959.
Aucun concurrent étranger n'est réellement présent au rendez-vous proposé cette année-là, malgré le souhait des organisateurs et de la FIA.